# Пилипенко, Михаил Васильевич
Михаил Васильевич Пилипенко (26.12.1922, Сумская область — 05.1944) — командир батальона 933-го стрелкового полка 254-й стрелковой дивизии 52-й армии Степного фронта, капитан. Герой Советского Союза (1944).

## Биография
Родился 26 декабря 1922 года в селе Чернетчина ныне Ахтырского района Сумской области в семье крестьянина. Украинец. Образование неполное среднее. Работал в колхозе.
В Красной Армии с 1941 года. В 1942 году окончил Урюпинское военное пехотное училище. Участник Великой Отечественной войны с февраля 1942 года. Сражался на Северо-Западном, Степном и 2-м Украинском фронтах. Был ранен.
Командир батальона 933-го стрелкового полка кандидат в члены ВКП капитан Михаил Пилипенко в ночь на 2 октября 1943 года в числе первых форсировал Днепр в районе села Крещатик. Противник вёл сильный пулеметный и артиллерийско-минометный огонь. На середине реки лодки были пробиты пулями, осколками снарядов и начали тонуть. Не раздумывая, бросился в воду и поплыл к правому берегу. Его примеру последовали и остальные. Подразделения батальона ворвались в немецкие траншеи и после ожесточенной рукопашной схватки вынудили противника отступить. Гитлеровцы трижды бросались в контратаки, но каждый раз безуспешно. На поле боя противник оставил полтора десятка подбитых танков. В боях за город Черкассы в сложных условиях продемонстрировал большое мастерство в командовании батальоном. Отбивая каждый день по нескольку контратак пехоты и танков, воины наносили фашистам ощутимые удары. За две недели боевых действий было уничтожено одиннадцать танков и около 400 фашистских солдат и офицеров. 14 декабря 1943 года город Черкассы был освобожден от немецко-фашистских захватчиков.
Указом Президиума Верховного Совета СССР «О присвоении звания Героя Советского Союза генералам, офицерскому, сержантскому и рядовому составу Красной Армии» от 22 февраля 1944 года за «образцовое выполнение боевых заданий командования при форсировании реки Днепр, развитие боевых успехов на правом берегу реки и проявленные при этом отвагу и геройство» удостоен звания Героя Советского Союза.
В январе 1944 года подразделения 933-го стрелкового полка участвовали в Корсунь-Шевченковской операции. В тех трудных боях комбат Пилипенко вновь проявил себя умелым и волевым офицером. Подразделение под командованием Михаила Пилипенко отличилось в боях на уманском направлении. Рано утром 5 марта советская артиллерия нанесла по противнику сильный удар. Бойцы батальона пошли в атаку вслед за разрывами снарядов. Они ворвались во вражеские траншеи и после рукопашной схватки выбили оттуда противника. Преодолевая сопротивление гитлеровцев и бездорожье, батальон завязал бои Умань. 
10 марта войска 2-го Украинского фронта ворвались в город. Вдоль правого берега реки была создана многочисленная сеть оборонительных сооружений и заграждений. Одними из первых в полку на лодках и плотах преодолели водную преграду воины батальона Михаила Пилипенко. Захватив плацдарм на противоположном берегу реки и отразив многочисленные контратаки врага, они обеспечили переправу главных сил полка, которые устремились вперед. В конце марта части 254-й стрелковой дивизии вместе с другими соединениями 2-го Украинского фронта вышли к реке Прут — государственной границе СССР. К середине апреля наши войска достигли рубежа Пишкани — Оргеев и с 6 мая перешли к обороне.
Судьба майора Михаила Пилипенко с конца января 1944 года остаётся неизвестной. Согласно донесению штаба 254-й стрелковой дивизии от 19 декабря 1944 года Михаил Васильевич 31 января 1944 года в бою на Правобережной Украине был тяжело ранен и эвакуирован в 271-й медикосанитарный батальон дивизии. Обратно в часть не возвращался. Приказом ГУК ВС СССР № 02008 от 21 августа 1947 года майор М. В. Пилипенко был исключён из списков Вооружённых Сил СССР как пропавший без вести в мае 1944 года.
Награждён орденом Ленина. 
Память
- В городе Ахтырка на Аллее Героев установлен бюст М. В. Пилипенко.
- Его именем названы улица в селе Чернетчина и школа, в которой он учился.